# Harcèlement homophobe et transphobe

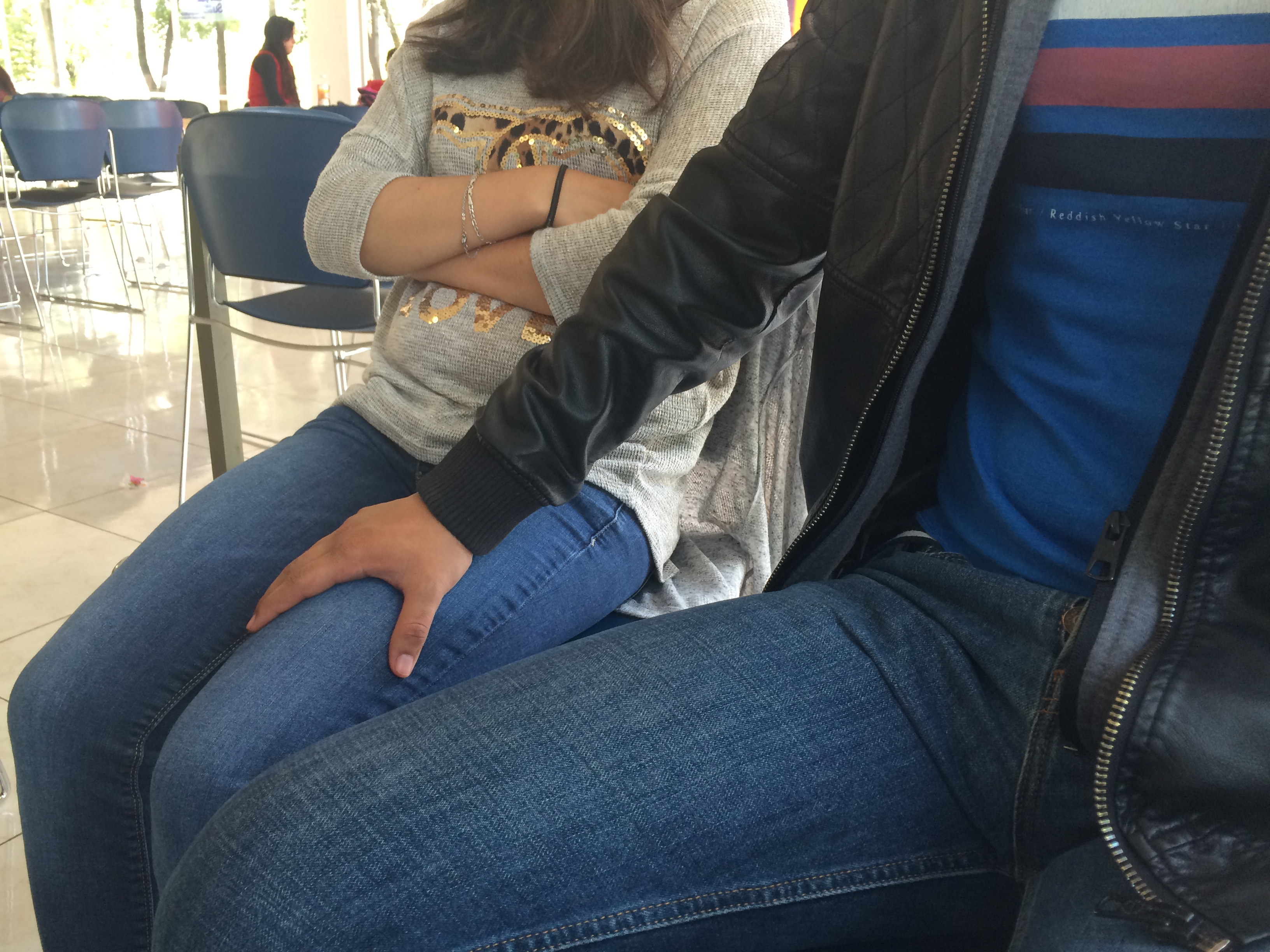
Le harcèlement sexuel peut être physique, verbal et/ou émotionnel.

Le harcèlement fondé sur le genre désigne le harcèlement et les violences physiques, sexuelles et psychologiques fondés sur l’orientation sexuelle et sur l’identité ou l’expression de genre - formes extrêmes de violence homophobe et transphobe.
Autrement dit, cela correspond à des agressions prenant pour cibles les personnes qui sont lesbiennes, gays, bisexuelles ou transgenres (LGBT) ou sont perçues comme telles, ou dont l’expression de genre ne correspond pas aux normes binaires en matière de genre (masculin/féminin). Les personnes intersexuées peuvent être également ciblées.

## Prédominance dans les établissements éducatifs
La violence à l’école et dans d’autres contextes éducatifs est un problème qui s’observe partout dans le monde. Les élèves perçus comme non conformes aux normes prédominantes en matière de sexe et de genre, notamment les élèves lesbiennes, gays, bisexuel(le)s ou transgenres (LGBT), sont particulièrement vulnérables. La violence fondée sur l’orientation sexuelle et sur l’identité ou l’expression de genre, également appelée violence homophobe et transphobe, est une forme de violence en milieu scolaire fondée sur le genre. Elle inclut les violences physiques, sexuelles et psychologiques et le harcèlement, et comme d’autres formes de violence en milieu scolaire, peut se manifester en salle de classe, dans la cour de récréation, les toilettes et les vestiaires, lors des trajets entre le domicile et l’école et en ligne.
Toutes les formes de discrimination et de violence à l’école vont à l’encontre du droit fondamental des enfants et des jeunes à une éducation de qualité, qu’aucun pays ne peut offrir de manière inclusive et équitable si les élèves sont victimes de discrimination ou de violences en raison de leur orientation sexuelle et de leur identité de genre réelles ou supposées.

### Violences inhérentes au secteur éducatif
Outre les manifestations ouvertes de violence, que l’on peut qualifier également de violence « explicite », le secteur de l’éducation tout entier peut générer une violence homophobe et transphobe « implicite », dite aussi « symbolique » ou « institutionnelle », sous la forme de politiques d’éducation et de directives renforçant ou consacrant, délibérément ou non, les stéréotypes relatifs à l’orientation sexuelle et à l’identité de genre, à travers notamment des programmes scolaires et des matériels pédagogiques. Cette violence peut avoir pour effet d’exclure les élèves LGBTI, par exemple, du fait de politiques propres aux établissements qui dénient aux élèves le droit de choisir leur identité de genre, au travers de mesures réglementaires telles que l’imposition d’uniformes ou de coupes de cheveux particuliers correspondant à tel ou tel genre.
La violence homophobe et transphobe implicite au sein du secteur de l’éducation nourrit d’autres formes de violence exercées à l’encontre des élèves LGBTI par leurs pairs ou les enseignants et les autres catégories de personnel scolaire, y compris le harcèlement, dès lors que l’homophobie et la transphobie sont perçues comme institutionnellement « normales » et sont légitimées par le système éducatif.
La violence homophobe et transphobe peut viser aussi les enseignants et autres membres du personnel scolaire qui sont lesbiennes, gays, bisexuel(le)s, transgenres ou intersexué(e)s (LGBTI).

### Conséquences en termes d'apprentissage
La violence homophobe et transphobe en milieu scolaire a des effets négatifs sur l’éducation, les perspectives d’emploi et le bien-être des élèves. Les élèves pris pour cibles sont plus nombreux à ressentir un sentiment d’insécurité à l’école, à manquer des cours ou à abandonner leurs études. C’est ainsi qu’aux États-Unis, 70 % des élèves LGBT se sentent menacés à l’école, qu’en Thaïlande, 31 % des élèves moqués ou harcelés en raison de leur appartenance réelle ou supposée à la communauté LGBT ont déclaré avoir manqué l’école au cours du mois précédent et, qu’en Argentine, 45 % des élèves transgenres ont quitté l’école. Les élèves victimes de violence homophobe et transphobe risquent en conséquence d’avoir des résultats scolaires inférieurs à ceux de leurs camarades. C’est ce qui ressortait des déclarations des élèves LGBT en Australie, en Chine, au Danemark, en Italie, en Pologne et au Salvador. La violence homophobe et transphobe a aussi des effets préjudiciables sur la santé mentale. Elle entraîne notamment des risques accrus d’anxiété, de stress, de solitude, de perte de confiance, de faible estime de soi, d’automutilation, de dépression qui ont aussi des répercussions négatives sur l’apprentissage.
La violence homophobe et transphobe a un impact significatif sur les études et les perspectives d’emploi des élèves, ainsi que sur leur santé et leur bien-être. Elle affecte les élèves qui en sont les cibles, ainsi que ceux qui en sont les auteurs ou les témoins. De plus, la violence homophobe et transphobe à l’école et à ses abords compromet l’accès à l’éducation et la réussite dans les études.

### Conséquences sur la santé mentale
La violence homophobe et transphobe à l’école crée aussi un climat de peur, d’anxiété et d’insécurité. Cela a un effet négatif sur l’apprentissage de tous les élèves, sapant leur confiance dans le personnel et l’établissement, de sorte qu’ils finissent par détester l’école ou s’y sentir étrangers,,.
La violence homophobe et transphobe est associée aussi à une santé physique et mentale moins bonne que la moyenne. Parmi les effets préjudiciables pour la santé mentale et psychologique des jeunes figurent des risques accrus d’anxiété, de peur, de stress, de perte de confiance, de faible estime de soi, de solitude, d’automutilation, de dépression et de suicide.
En 2013, une étude menée en Thaïlande note que 22,6 % des élèves LGBT qui faisaient l’objet de railleries ou de harcèlement en raison de leur orientation sexuelle ou identité de genre réelle ou supposés se disaient déprimés, contre 6 % des élèves non exposées à ces brimades ou harcèlement.
Des études menées en Belgique, aux Pays-Bas, en Pologne et aux États-Unis suggèrent que les élèves et les jeunes LGBT sont de deux à cinq fois plus nombreux à envisager ou tenter de se suicider que leurs pairs hétérosexuels.
L’étude de 2013 menée en Thaïlande a montré que 6,7 % des élèves LGBT qui subissaient des railleries ou du harcèlement en raison de leur orientation sexuelle ou identité de genre réelle ou supposée, déclaraient avoir tenté de se suicider au cours de l’année précédente, contre 1,2 % des élèves qui n’avaient pas fait l’objet de telles brimades. Au Mexique, la première enquête nationale sur le harcèlement homophobe réalisée en 2012 a révélé qu’un(e) élève LGBT sur quatre avait pensé au suicide face au harcèlement subi à l’école.

## Harcèlement fondé sur le genre en ligne
Le harcèlement en ligne est une forme de harcèlement psychologique qui comprend les menaces, critiques ou remarques ou images blessantes envoyées de manière répétée au moyen d’outils ou plates-formes informatiques, tels que téléphones mobiles, courriels et médias sociaux, y compris forums de discussion et sites de mise en réseau.
La violence psychologique, y compris le harcèlement moral, souvent exercé en ligne est la forme de violence homophobe et transphobe la plus communément signalée dans toute l’Asie. Mais des cas de violence physique et sexuelle sont également rapportés. C’est ainsi que 10 % des élèves lesbiennes, gays et bisexuel(le)s qui ont répondu à une enquête dans la Région administrative spéciale de Hong Kong (2009) avaient été confronté(e)s à ces formes de violence.

## Ampleur du problème
Les données collectées auprès de 106 pays lors d’une enquête mondiale sur la santé des écoliers (Global School-based Student Health Survey) et d’une enquête transnationale sur les comportements sanitaires des enfants d’âge scolaire (Health Behaviour in School-aged Children cross-national survey) montrent par exemple qu’entre 7 et 74 % des élèves âgés de 13 à 15 ans avaient été récemment victimes de harcèlement à l’école ou à ses abords. Certains enfants et jeunes sont plus exposés à la violence en milieu scolaire que d’autres. Le Rapport mondial sur la violence à l’encontre des enfants rendu public par les Nations unies en 2006 indique que la violence touche particulièrement les élèves perçus comme ne se conformant pas aux normes qui prévalent en matière de sexe et de genre.
Une part importante des élèves LGBT sont victimes de violence homophobe et transphobe à l’école. C’est ce qui ressort de toutes les données concernant l’Afrique, l’Amérique latine et les Caraïbes, l’Amérique du Nord, l’Asie, l’Europe et le Pacifique, les pourcentages d’élèves touchés variant de 16 % au Népal à 85 % aux États-Unis. Les élèves LGBT sont aussi plus exposés à cette violence à l’école que chez eux ou au sein de la collectivité.
Les élèves LGBT font état d’une plus forte prévalence de la violence à l’école que leurs pairs n’appartenant pas à ce groupe. En Nouvelle-Zélande, par exemple, les élèves lesbiennes, gays et bisexuels étaient trois fois plus exposés au harcèlement que leurs pairs hétérosexuels, et en Norvège, 15 à 48 % de ces élèves disaient avoir été harcelés, contre 7 % des élèves hétérosexuels.
Les élèves qui, sans être LGBT, sont néanmoins perçus comme non conformes aux normes de genre sont également pris pour cibles. En Thaïlande, par exemple, 24 % des élèves hétérosexuels avaient été confrontés à la violence en raison d’une expression de genre perçue comme non conforme aux normes de genre, et au Canada, 33 % des élèves de sexe masculin avaient subi des violences verbales liées à leur orientation sexuelle réelle ou supposée, y compris ceux qui ne se considéraient pas comme gays ou bisexuels.

## Mobilisations contre la violence fondée sur le genre
En 2011, l’UNESCO a organisé la toute première consultation internationale du système des Nations unies sur le harcèlement homophobe dans les établissements éducatifs, consciente que cette question complexe et sensible devait être abordée dans le cadre d’efforts plus larges visant à prévenir la violence en milieu scolaire et la violence fondée sur le genre, afin d’assurer à toutes et à tous une éducation de qualité.
Depuis, l’UNESCO a développé son action contre la violence fondée sur le genre en milieu scolaire, en s’attachant notamment à prévenir et combattre la violence homophobe et transphobe en milieu scolaire, dans le cadre de son mandat concernant la promotion d’environnements d’apprentissages sûrs, inclusifs et accueillants pour tous et de sa contribution à la réalisation du nouveau Programme de développement durable à l’horizon 2030.
À cette fin, et dans le cadre d’un programme de trois ans soutenu par le Royaume des Pays-Bas, Éducation et respect pour tous : prévenir et combattre le harcèlement homophobe et transphobe en milieu scolaire, l’UNESCO a notamment apporté son soutien aux efforts visant à améliorer la base de données factuelles, y compris une étude mondiale sur la violence homophobe et transphobe en milieu scolaire et sur les réponses du secteur de l’éducation. Ces efforts ont contribué à une meilleure compréhension de la nature, de l’ampleur et des effets de la violence à l’école, ainsi que des liens entre la violence fondée sur le genre en milieu scolaire et la violence fondée sur l’orientation sexuelle et l’identité ou l’expression de genre, et aussi des éléments que devrait comporter une réponse globale du secteur de l’éducation.

### Réponse du secteur de l'éducation
Le secteur de l’éducation a la responsabilité d’assurer à tous les élèves des environnements d’apprentissage sûrs et inclusifs. Combattre la violence homophobe et transphobe dans les écoles est une condition essentielle pour rendre l’apprentissage efficace, tenir les engagements en faveur des droits de l’homme, notamment le droit à l’éducation et les droits de l’enfant, et réaliser les Objectifs de développement durable (ODD), en particulier l’ODD 4 – « Assurer l’accès de tous à une éducation de qualité, sur un pied d’égalité, et promouvoir les possibilités d’apprentissage tout au long de la vie ».
Pour être efficaces, les réponses du secteur de l’éducation face à la violence homophobe et transphobe nécessitent une approche globale. Une telle approche comprend l’ensemble des éléments suivants : des politiques efficaces, des programmes scolaires et des matériels pédagogiques pertinents, une formation et un encadrement du personnel, un soutien aux élèves et aux familles, des partenariats stratégiques et en matière d’information et des mécanismes de suivi et d’évaluation. En outre, elle doit viser à la fois à prévenir la violence et à la combattre, associer toutes les parties concernées et être mise en œuvre aux niveaux national et sous-national.

### Progression
Peu de pays ont mis en place tous les éléments d’une réponse globale du secteur de l’éducation. Très rares sont ceux dont les politiques d’éducation prévoient de lutter contre la violence homophobe et transphobe ou de traiter de l’orientation sexuelle et de l’identité ou de l’expression de genre dans les programmes scolaires ou les matériels pédagogiques. Dans la plupart des pays, le personnel n’est ni formé ni encadré pour aborder ces questions et faire face à la violence homophobe et transphobe. Même si de nombreux pays apportent une aide aux élèves victimes de cette violence, les services offerts sont souvent mal équipés pour apporter une vraie réponse. Des partenariats avec des organisations de la société civile sachant comment prévenir et combattre la violence homophobe et transphobe peuvent accroître l’efficacité de la réponse. Peu de pays collectent des données sur la prévalence ou l’impact de ce type de violence, ce qui contribue à la relative méconnaissance du problème et au manque d’éléments factuels indispensables pour planifier des mesures efficaces.

### Soutien apporté aux élèves et à leurs familles
Dans certains pays, un soutien est proposé aux élèves qui sont victimes de la violence en général (y compris le harcèlement), soit à l’école, soit à l’extérieur de l’établissement, dans le cadre de mécanismes d’orientation vers les services compétents. Toutefois, les personnes chargées d’apporter ce soutien sont souvent mal préparées pour faire face à des cas de violence homophobe et transphobe, car peu habituées à discuter des questions relatives à l’orientation sexuelle et à l’identité ou l’expression de genre. Il arrive même qu’elles aient elles-mêmes des opinions homophobes ou transphobes et ne puissent de ce fait venir en aide aux élèves LGBTI qui ont besoin d’un soutien ou leur sont adressés. Le secteur de l’éducation n’offre un soutien adapté aux élèves victimes de la violence homophobe et transphobe et, parfois, à leurs familles que dans un petit nombre de pays.
Ce soutien peut prendre des formes diverses :
- À l’intérieur du cadre scolaire : conseils dispensés par du personnel dûment formé, ou soutien par les pairs dans des clubs d’élèves[33].
- En dehors du cadre scolaire : accès aux services de santé, de protection de l’enfance et de formation ; ONG, notamment organisations représentant les LGBTI et groupes de soutien aux parents d’élèves LGBTI[34] ; assistance téléphonique[35].
- En ligne : forums de discussion ou sites Web[36].

Selon le prestataire, le soutien peut comprendre une aide psychologique, des informations, des avis et une aide au signalement des incidents, ou un soutien social, notamment sous forme de formation.

## Sources
- Cet article est partiellement ou en totalité issu de la page « Au grand jour: réponses du secteur de l'éducation à la violence fondée sur l'orientation sexuelle et l'identité ou l'expression de genre, rapport de synthèse » de UNESCO, le texte ayant été placé par l’auteur ou le responsable de publication sous la CC BY-SA 3.0 IGO